# Luxilus zonatus
Luxilus zonatus es una especie de peces de la familia de los Cyprinidae en el orden de los Cypriniformes.

## Morfología
Cuerpo alargado con una característica banda negra longitudinal en el lateral y pequeño tamaño, los machos pueden llegar alcanzar los 13 cm de longitud total.

## Hábitat y distribución geográfica
Es un pez de agua dulce templada, de comportamiento demersal. Habita entre las rocas de aguas rápidas y en los rápidos y profundas charcas de arroyos claros, también se le puede encontrar enríos pequeños a medianos de corriente rápida.
Se distribuye por una pequeña área del centro de Estados Unidos, en la cuenca de los ríos Misuri, Misisipi y otros pequeños ríos que desembocan en los Grandes Lagos, en el sudeste del estado de Misuri y nordeste del estado de Arkansas.